# East Riffa Club
Der East Riffa Sports and Cultural Club (arabisch نادي الرفاع الشرقي الرياضي والثقافي), auch einfach nur East Riffa Club genannt, ist ein bahrainischer Fußballverein aus Riffa. Aktuell, Stand Oktober 2024, spielt der Verein in der ersten Liga, der Bahraini Premier League.

## Geschichte
Der 1958 gegründete Verein gewann zweimal  den Bahrainischen Königspokal, nachdem er viermal in einem Finale stand, aber nie gewinnen konnte. 1994 gewann der Klub die bahrainische Meisterschaft.

## Vereinserfolge

### National
- Bahraini Premier League

Meister 1994
- Bahraini King’s Cup

Gewinner 1999, 2000, 2014
Finalist 1980, 1986, 1989, 1997
- Bahraini Super Cup: 2014

## Stadion
Seine Heimspiele trägt der Verein im Al-Ahli Stadion aus. Das Stadion hat ein Fassungsvermögen von 20.000 Personen.

## Trainer
- Steve Darby (1979)
- Miloš Hrstić (1995–1997, 2004–2005)
- Vjeran Simunic (1998–1999)
- Dragan Talajić (2006–2007)
- Senad Kreso (2011–2012)
- Isa Alsadoon (2013–2015)
- Pedro Gómez Carmona (2018–)